# Politikafilozófia
A politikai filozófia az államra, politikára, jogra vonatkozó általános összefüggéseket kutatja. Azokra a kérdésekre keres választ, amelyeket a modernizációs változások, illetve ezek gazdaságra és politikai életre való kihatásai jelentenek. Középpontjában az emberi civilizáció által teremtett, eltérő fejlettségű és berendezkedésű társadalmak rendszere áll. A társadalomfilozófia része, az államelmélettel rokon fogalom.

## A politikai filozófia kezdetei
A politikai gondolkodás kezdetei az ókori indiai és kínai gondolkodástörténetben találhatóak meg. Konfuciusz (i. e. 551–i. e. 479) alsó rétegből származott, de írástudása miatt magas méltósághoz jutott. Az arisztokráciával megesett konfliktusai után bejárta Kínát. Tanai egy időben (a kulturális forradalom idején) gyakorlatilag kínai államvallássá is váltak. A konfucianizmus politika vetületeinek lényege a központosított patriarchális állam, a hagyományok és a társadalmi hierarchia tisztelete.
A nyugati civilizáció bölcsője, az antik görög, római és perzsa civilizáció. Politikafilozófia terén szinte minden gondolkodónál az antik demokrácia a kiindulópont. Az i. e. 6. századtól kezdődő élénk politikai élet középpontjában a kormányzás módja ( demokratikus, arisztokratikus), az igazságosság, az emberi erények és korlátok, az emberi természet és annak megváltoztathatósága, irányíthatósága állt.

## A középkori gondolkodás
A középkori városok kialakulása, a céhek manufaktúrákká alakulása, a kereskedelem fejlődése és kialakulása, a polgárság megjelenése, a reformáció, a földrajzi felfedezések, a tudományos eredmények (Galilei, Kopernikusz, Kepler) nagy fellendülést okoznak az emberiség fejlődésében.
A XI. század végén jelennek meg először az autonómia törekvések. Egyetemek alakulnak, de az írásbeliség az egyház privilégiuma marad. A XII. században kezdenek megjelenni (Angliában) a parlament első változatai a király hatalmának korlátozására.
XIV. században kezd az egyház kulturális és adminisztrációs monopóliuma megszűnni. Elindul a szekularizáció folyamata.
A politikai gondolkodás markánsan tehát az 1100-as évektől jelent meg, két fő téma körül folyó vitákkal:
- a világi és az egyházi hatalom viszonya,
- a főhatalom túlzásaival szembeni ellenállási jog kérdése.

A késői középkorban a városoké a főszerep. Az erősödő városokban nő az önkormányzat iránti igény. Észak-Olaszországban a korábbi városállamok mintájára erőteljes önállósodás hullám indul meg (Firenze, Velence, Padova, Bologna, Genova, Milánó). A polgárok választójoggal rendelkeznek, a politikai forma a köztársaság.
A XIV-XV. században ölt testet a firenzei republikánus eszme, az emberi közösség érdekeit téve elsődlegesnek az önérdek helyett. Később, az egyeduralkodók felemelkedése során a politikai értékek megítélése átalakul. A kor kiemelkedő reformere Niccolò Machiavelli (1469-1527), firenzei polgár, ő teremti meg a modern politikatudomány alapjait. A machiavellizmus szerint a politikai hatalom öncél, mely minden morális korlát fölött áll.

## Modern kori gondolkodás
Az újkori politikai gondolkodás első képviselői Jean Bodin (1529-1596), Thomas Hobbes (1588-1679) és Baruch Spinoza (1632-1677). További fontos képviselők: John Locke, Jean-Jacques Rousseau, David Hume.
A fenti gondolkodóknál jelenik meg először a Társadalmi szerződés elmélete, ami azt mondja ki, hogy az emberek nem öröktől fogva éltek közösségekben, hanem bizonyos külső kényszerítő erők miatt szerveződtek közösségekbe. Ez a külső erő mindegyik gondolkodónál más és más.
Hobbes, feltételez egy eredeti természeti állapotot, amelyben minden egyén egyenlő, mindenki azt csinál amit akar, nem tartozik felelősséggel tetteiért senkinek. Mivel az erőforrások az emberiség növekedése következtében szűkössé váltak, az erősebb joga érvényesült, mindenki harca volt mindenki ellen. Mivel a földön örökös háború uralkodott és az emberi élet nem volt biztonságban, az emberek életük védelmének az érdekében egyezséget kötöttek, hogy meglévő jogaik egy részét – azt hogy bármit megtehetnek – átadják egy általuk választott felsőbb hatalomnak. Így született az első állam, írta Hobbes. Az állam hatalma, korlátlan és elidegeníthetetlen, Hobbes a bibliai Leviatánhoz hasonlítja: "halandó isten, akinek békénket és védelmünket köszönhetjük". Az állam első és legfontosabb feladata a nép jóléte.
Locke, az állam eredetét Hobbeshoz hasonlóan társadalmi szerződéssel magyarázza. Azonban Hobbes elméletétől eltérően, Locke lehetségesnek tartja, hogy e természeti állapot békés is lehetne, hogy mégsem volt az, azt az emberek természetével magyarázza, mindenki a saját igazát tartja igaznak. A béke érdekében ezért az emberek szerződésre léptek és a bíráskodást átadták egy felsőbb hatalomnak. Ez a hatalom bármikor megdönthető ha nem igazságos, mégpedig forradalom útján.
Rousseau szerint, az emberek eredetileg egy békés szabad állapotban éltek, a kultúra, a művészet és a tudományok fejlődése azonban "bilincseket" rakott rá. Kettős megoldást ad erre a problémára: az egyik a neveléssel érhető el (Emil), a másik út a társadalmi szerződés (Contrat social). A szerződés elmélet szerint mindenkinek alá kell vetnie magát egy közakaratnak (amelyben a saját akarata is benne van), ez a szabadság fele vezető út.
Hume elutasítja a szerződéselméleteket, a kontraktualizmust. Szerinte az emberek azért tömörültek közösségekbe, mert a külső javak szűkösen álltak a rendelkezésükre, ezért szükségük van egymás segítségére. Törvényekre azért van szükség, mert az ember szereti, hogy amit megszerzett, azt meg is tarthassa.

## Posztmodern kor, XX. század
A posztmodern kor legjelentősebb hatása a népességre az iparosodás és az urbanizáció volt: a korábban vidéken élő népesség jelentős része, aki mezőgazdasági tevékenységet folytatott, nagyvárosokba tömörülő munkássággá alakult. Nagyobb lett az aránya az értelmiségi és az alkalmazotti rétegeknek is. A nők tömegesen álltak munkába, fokozatosan minden országban egyenjogúak lettek, szavazati jogokkal rendelkeztek.
A korábbi gyarmati országok lassanként nemzetté fejlődtek és kivívták szabadságukat. A nemzetté válással együtt szinte minden országban más-más fajtája alakult ki a nacionalizmusnak. A nemzetek kialakulását konfliktusok, polgárháborúk és háborúk is kísérték.
Európa vezető szerepe megszűnt, új hatalmak jelentek meg (USA, Japán). A világháborúk lezárása után a nagyhatalmak egymás közti viszonya továbbra is terhelt maradt, a hidegháborús korszak USA-Szovjetunió ellentéte a világ minden tájára kihatott. Az antikolonialista küzdelmekhez nyújtott segítségük, forradalmak győzelmében, illetve megbuktatásában való közreműködésük folytonos konfrontációt jelentett. 1990-ben a Szovjetunió felbomlása után a bipoláris világrend eltűnésével egy újfajta ellentét, az Észak-Dél konfliktus kerül előtérbe.